# Messe (gudstjeneste)
 For alternative betydninger, se Messe. (Se også artikler, som begynder med Messe)
En messe er et gudsdyrkende ritual indenfor den kristne kirke, hvorunder menigheden opnår fællesskab med og i den genopstandne Kristus. Messen er således i sin oprindelige form et sakramente, hvor de troende erfarer Guds nærvær. I nutidens danske folkekirke er messen dog ikke anset som et sakramente. I katolicismen er messen fortsat sakramental.
Messeritualet opstod tidligt i kirkens historie, Messen var i oldkirken den sidste del af gudstjenesten, men fra omkring 450 blev "messe" betegnelsen for hele gudstjenesten. Messesproget var oprindelig græsk, men overgik i Vestkirken til latin i sidste del af det 4. århundrede. Latin forblev gudstjenestesproget indtil Reformationen, og er bibeholdt i den romersk-katolske kirke indtil i dag.
I Vestkirken blev messen oprindelig afviklet efter forskellige ritualer blandt de forskellige kirkesamfund, som eksempelvis det romerske, det frankiske og det irske, men omkring 800 blev Romerkirkens ritual det alment anvendte. Op igennem middelalderen blev messeritualerne yderligere udviklet og udbygget indenfor kirken. Pavens indflydelse på ritualerne tiltog bl.a. gennem udstedelse af skriftlige forskrifter for messens afvikling og indhold (liturgier), men der fandtes dog regionale variationer, og enkelte kirkesamfund og klostre kunne opnå med en særlig bevilling til at foretage afvigelser i ritualerne.
Der blev afholdt flere forskellige typer af messer, og det var også muligt for privatpersoner at indstifte en messe. Ønskede en privatperson at indstifte en messe (f.eks. til minde om en afdød slægtning) ydede personen et offer til kirken, hvorefter kirken afholdt en årlig messe for offergaven. Var den "private" messe indstiftet til minde om en afdød person, blev messen betegnet som en 'sjælemesse'.
Ved Reformationen blev af Luther indført 'Deutsche Messe', der i vidt omfang gjorde op med den romersk-katolske liturgi. En lang række af ritualerne blev afskaffet, handlingen blev afviklet på tysk, og menigheden i højere grad inddraget i messen. I Den lutherske kirke er handlingen ikke sakral, og messen afholdes således, ret beset, ikke i den lutherske kirke; men den fejres fortsat i den romersk-katolske kirke.
I den danske folkekirke anvendes dog fortsat begrebet højmesse som betegnelse for menighedens ugentlige hovedgudstjeneste.